# Турочакский район
Туроча́кский район или аймак (алт. Турачак аймак) — административно-территориальная единица и муниципальное образование (муниципальный район) в составе Республики Алтай Российской Федерации. Административный центр — село Турочак.

## География
Район площадью 11,06 тысяч кв. км находится в северо-восточной части Республики Алтай. Район граничит с Чойским и Улаганским районами Республики Алтай, Кемеровской областью, Республикой Хакасия, Красногорским и Солтонским районами Алтайского края. Расстояние до города Горно-Алтайска 145 км.
Ландшафт района разнообразен: около 80 % территории занимают горные хребты высотой от 500 до 2100 метров, поросшие густыми хвойными лесами, местами переходящими в непроходимую черневую тайгу. Район полон отвесных водопадов и стремительных рек, таёжных озёр и альпийских лугов.
По району протекает более семидесяти речек, питающих Телецкое озеро и река Бия, в которых водятся таймень, ускуч, телецкий сиг, сибирский хариус, щука, налим и окунь. По берегам стоят хвойные и лиственные леса, богатые кедровым орехом, пушным зверем, ягодами и грибами. В лесах обитает более 300 видов птиц, около 50 видов занесены в Красную книгу Республики Алтай.
Транспорт
Транспортные потоки проходят по основным автодорогам: Горно-Алтайск — Чоя — Артыбаш, Бийск — Озеро Курево — Турочак — Артыбаш, Турочак — Таштагол (Кемеровская область) и сети региональных автодорог.  Ближайшие железнодорожные станции находится в Бийске (188 км),  и городе Таштагол, Кемеровской области (95 км).

## История
В 1922 году была образована Ойротская автономная область, в которую первоначально входило 24 волости, число которых вскоре сократилось, а сами они были переименованы в аймаки, одним из которых был Лебедский.
В 1933 году Лебедский аймак был переименован в Турочакский. В 1962— 1963 годах аймаки были переименованы в районы, а их число сокращено до шести.

## Население
| 1897    | 1916    | 1920    | 1926    | 1933    | 1939    | 1959    | 1970    | 1979    |
| ------- | ------- | ------- | ------- | ------- | ------- | ------- | ------- | ------- |
| 2012    | ↗6745   | ↗12 430 | ↘11 302 | ↗12 686 | ↗25 386 | ↘18 581 | ↘14 907 | ↘13 559 |
| 1989    | 2002    | 2003    | 2004    | 2005    | 2006    | 2007    | 2008    | 2009    |
| ↗13 594 | ↘13 168 | ↘13 053 | ↘13 027 | ↘13 000 | ↘12 800 | ↘12 700 | ↘12 610 | ↗12 623 |
| 2010    | 2011    | 2012    | 2013    | 2014    | 2015    | 2016    | 2017    | 2018    |
| ↘12 484 | ↘12 460 | →12 460 | ↗12 530 | ↘12 351 | ↗12 366 | ↘12 305 | ↗12 330 | ↗12 389 |
| 2019    | 2020    | 2021    |         |         |         |         |         |         |
| ↗12 452 | ↘12 404 | ↘11 174 |         |         |         |         |         |         |

По данным Всероссийской переписи населения 2021 года: 
| Народ      | Численность, чел. | Доля от всего населения, % |
| ---------- | ----------------- | -------------------------- |
| русские    | 7 978             | 71,4 %                     |
| алтайцы    | 2 184             | 19,55 %                    |
| кумандинцы | 408               | 3,65 %                     |
| другие     | 604               | 5,41 %                     |
| всего      | 11 174            | 100,00 %                   |

Согласно прогнозу Минэкономразвития России, численность населения будет составлять:
- 2024 — 12,68 тыс. чел.
- 2035 — 12,85 тыс. чел.

### Национальный состав
В Турочакском районе, помимо русского населения и алтайцев, компактно проживают кумандинцы и челканцы — северные этносы алтайского народа.
- Русские: 72,9%;
- алтайцы: 19,3%;
- кумандинцы: 3,3 %.

Известные люди, связанные с районом
- Башунов, Владимир Мефодьевич (1949 — 2005) — поэт, член Союза писателей РФ.

## Муниципально-территориальное устройство
В районе 32 населённых пункта в составе 9 сельских поселений:
| № | Сельские поселения                    | Административный центр | Количество населённых пунктов | Население | Площадь, км² |
| - | ------------------------------------- | ---------------------- | ----------------------------- | --------- | ------------ |
| 1 | Артыбашское сельское поселение        | село Артыбаш           | 4                             | ↘2090     |              |
| 2 | Бийкинское сельское поселение         | село Бийка             | 2                             | ↘541      |              |
| 3 | Дмитриевское сельское поселение       | село Дмитриевка        | 3                             | ↘700      |              |
| 4 | Кебезенское сельское поселение        | село Кебезень          | 5                             | ↘1010     |              |
| 5 | Курмач-Байгольское сельское поселение | село Курмач-Байгол     | 3                             | ↘219      |              |
| 6 | Майское сельское поселение            | село Майск             | 2                             | ↘96       |              |
| 7 | Озеро-Куреевское сельское поселение   | село Озеро-Куреево     | 3                             | ↘383      |              |
| 8 | Тондошенское сельское поселение       | село Тондошка          | 4                             | ↘812      |              |
| 9 | Турочакское сельское поселение        | село Турочак           | 6                             | ↘5323     |              |

| №  | Населённый пункт | Тип  | Население | Муниципальное образование             |
| -- | ---------------- | ---- | --------- | ------------------------------------- |
| 1  | Артыбаш          | село | ↘602      | Артыбашское сельское поселение        |
| 2  | Бийка            | село | ↘537      | Бийкинское сельское поселение         |
| 3  | Верх-Бийск       | село | ↗465      | Тондошенское сельское поселение       |
| 4  | Дайбово          | село | ↘1        | Дмитриевское сельское поселение       |
| 5  | Дмитриевка       | село | →607      | Дмитриевское сельское поселение       |
| 6  | Иогач            | село | ↗1322     | Артыбашское сельское поселение        |
| 7  | Иткуч            | село | →0        | Курмач-Байгольское сельское поселение |
| 8  | Каначак          | село | ↗106      | Озеро-Куреевское сельское поселение   |
| 9  | Каяшкан          | село | ↘138      | Турочакское сельское поселение        |
| 10 | Кебезень         | село | ↘615      | Кебезенское сельское поселение        |
| 11 | Курмач-Байгол    | село | ↘211      | Курмач-Байгольское сельское поселение |
| 12 | Лебедское        | село | ↘2        | Турочакское сельское поселение        |
| 13 | Майск            | село | ↘118      | Майское сельское поселение            |
| 14 | Ново-Троицк      | село | ↘39       | Артыбашское сельское поселение        |
| 15 | Огни             | село | →17       | Тондошенское сельское поселение       |
| 16 | Озеро-Куреево    | село | ↘384      | Озеро-Куреевское сельское поселение   |
| 17 | Санькин Аил      | село | ↘115      | Тондошенское сельское поселение       |
| 18 | Советский Байгол | село | ↘9        | Турочакское сельское поселение        |
| 19 | Старый Кебезень  | село | ↗149      | Кебезенское сельское поселение        |
| 20 | Стретинка        | село | →0        | Турочакское сельское поселение        |
| 21 | Суранаш          | село | ↘31       | Курмач-Байгольское сельское поселение |
| 22 | Сюря             | село | →5        | Кебезенское сельское поселение        |
| 23 | Талон            | село | →13       | Майское сельское поселение            |
| 24 | Тондошка         | село | ↗294      | Тондошенское сельское поселение       |
| 25 | Тулой            | село | ↘196      | Кебезенское сельское поселение        |
| 26 | Турочак          | село | ↘5250     | Турочакское сельское поселение        |
| 27 | Удаловка         | село | ↘160      | Дмитриевское сельское поселение       |
| 28 | Усть-Лебедь      | село | →2        | Турочакское сельское поселение        |
| 29 | Усть-Пыжа        | село | ↗158      | Кебезенское сельское поселение        |
| 30 | Чуйка            | село | ↘78       | Бийкинское сельское поселение         |
| 31 | Шунарак          | село | ↘33       | Озеро-Куреевское сельское поселение   |
| 32 | Яйлю             | село | ↘183      | Артыбашское сельское поселение        |

### Упразднённые населённые пункты
В 1996 году упразднены села Кашеваровка и Чаныш.

## Экономика
Основные виды экономики: лесозаготовка, деревопереработка, добыча золота и гранита, пчеловодство, молочное скотоводство, сбор лекарственно-технического сырья и папоротника, изготовление сувениров и товаров народного потребления из бересты, сибирского кедра, туризм и т. п. Отсюда с 1960-х годов в Японию ежегодно вывозят более 200 тонн папоротника-орляка, который имеет устойчивый спрос и на внутреннем рынке. В верховьях реки Пыжи имеются промышленные запасы коксующегося каменного угля.

## Туризм

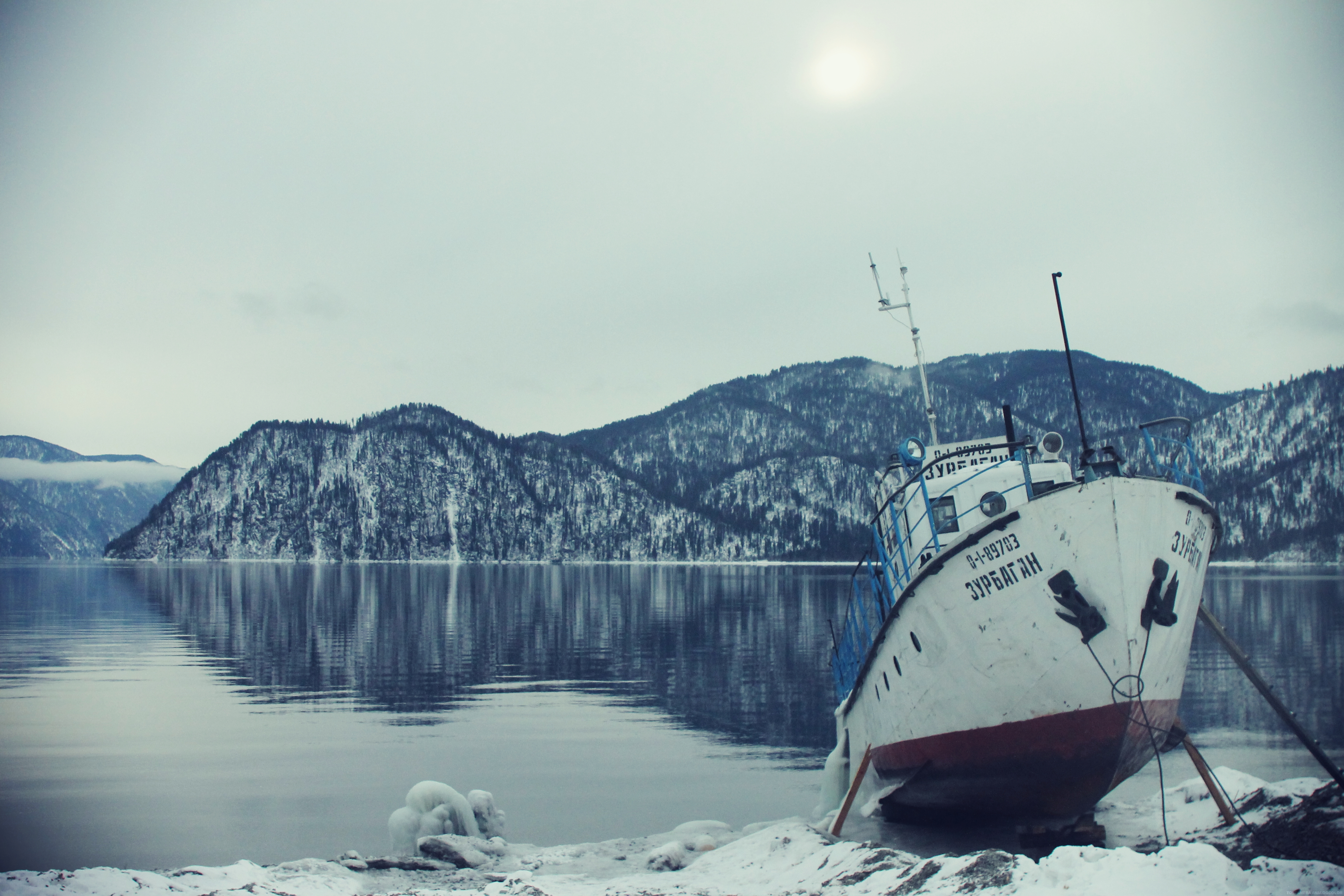
Озеро Телецкое зимой. Вид со стороны посёлка Яйлю.

На территории района расположено Телецкое озеро (площадь около 230 км²), одно из живописнейших мест, предназначенных для разнообразного отдыха и туристической деятельности не только в районе и республике, но и во всей Сибири. Оно является крупнейшим резервуаром чистейшей пресной воды с объёмом более 40 км³. Территория, прилегающая к озеру, входит в Алтайский заповедник. На территории района расположен горнолыжный комплекс «Артыбаш» на горе Кукуя с трассами для сноутюбинга и беговых лыж, трамплины для сноубордистов, каток. В селе Кебезень открыт этнотуристский центр «Алтайский аил», в селе Иогач — эколого-просветительский центр «Ал тын кёль».
Музеи
- Краеведческий музей «Эрми-таш».
- Краеведческий музей в селе Турочак.
- Школьный музей в селе Иогач[5].

Объекты религиозного значения
- Православный храм в селе Турочак в честь святого Николая Чудотворца.
- Храм святой великомученицы Екатерины в селе Кебезень.
- Церковь иконы Божией Матери «Умиление» в селе Артыбаш.

Праздники и фестивали
- Снежный марафон — открытый чемпионат Республики Алтай по спортивному туризму.
- Тюрюк байрам — праздник кедра.
- Телецкое Многоборье.
- Купальская ночь фестиваль русского фольклорного творчества «Родники Алтая».
- Фестиваль «Золотая Песня Золотого озера»[5].

Другие природные достопримечательности
- Скала Иконостас на реке Бие, близ деревни Удаловки. Здесь на отвесной 80-метровой стене находится барельеф В. И. Ленина.
- Большой Шалтан — один из крупнейших водопадов прителецкого бассейна высотой около 20 м.
- Садринское — горное озеро в юго-западной части Абаканского хребта[31].